# هابتوكورين
هابتوكورين (بالإنجليزية: Haptocorrin)‏ المعروف أيضا باسم ترانسكوبالامين الأول (TC-1) أو كوبالوفيلين هو بروتين ناقل للكوبالامين يتم ترميزه في البشر بواسطة جين TCN1. الوظيفة الأساسية لهابتوكارين هي حماية فيتامين بي12 الحساس للأحماض أثناء تحركه عبر المعدة.

## الوظيفة
هابتوكورين، المعروف أيضا باسم البروتين R، أو عامل R، أو يشار إليه سابقا باسم ترانسكوبالامين الأول، هو بروتين سكري فريد تنتجه الغدد اللعابية في تجويف الفم، استجابة لابتلاع الطعام. يرتبط هذا البروتين بقوة بفيتامين بي12 في آلية معقدة وضرورية لحماية هذا الفيتامين من البيئة الحمضية للمعدة. فيتامين بي12 هو فيتامين أساسي قابل للذوبان في الماء، يؤدي نقصه إلى فقر الدم (فقر الدم كبير الكريات)، انخفاض إنتاج خلايا نخاع العظام (فقر الدم، نقص الكريات الشاملة)، المشاكل العصبية، فضلا عن مشاكل التمثيل الغذائي (وجود حمض الميثل مالونيك في الدم).
لذلك فإن فيتامين بي12 هو فيتامين مهم للجسم لامتصاصه. على الرغم من دوره الحيوي، إلا أن فيتامين بي12 حساس للغاية من الناحية الهيكلية لحمض الهيدروكلوريك الموجود في إفرازات المعدة، ويمكن تشويهه بسهولة في تلك البيئة قبل أن تتاح له فرصة امتصاصه من قبل الأمعاء الدقيقة. يوجد فيتامين بي12 في المنتجات الحيوانية الطازجة (مثل الكبد)، ويعلق بالهابتوكرين، الذي له صلة عالية بتركيبته الجزيئية. جنبا إلى جنب مع فيتامين بي12 وهابتوكرين يخلق مركبا. مركب هابتوكارين-بي12 هذا منيع ضد إهانة حمض المعدة، ويمر عبر البواب إلى الاثني عشر. في بروتياز البنكرياس الإثني عشر (أحد مكونات عصير البنكرياس) يلتصق بالهابتوكارين، حيث يطلق فيتامين بي12 في شكله الحر.
نفس الخلايا في المعدة التي تنتج حمض الهيدروكلوريك المعدي، الخلايا الجدارية، تنتج أيضا جزيئا يسمى العامل الجوهري (IF)، الذي يربط بي12 بعد إطلاقه من الهابتوكارين عن طريق الهضم، وبدونه يتم امتصاص 1٪ فقط من فيتامين بي12. في الإثني عشر، يرتبط فيتامين بي12 الحر بالعامل الجوهري (IF) لإنشاء مركب B12-IF. ثم ينتقل هذا المركب عبر الأمعاء الدقيقة ويصل إلى الجزء الثالث النهائي من الأمعاء الدقيقة، والذي يسمى اللفائفي. اللفائفي هو الأطول بين جميع أجزاء الأمعاء الدقيقة، وله على سطحه مستقبلات متخصصة تسمى مستقبلات الكوبيلين، والتي تتعرف على مركب B12-IF وتأخذها إلى الدورة الدموية عن طريق الامتصاص بوساطة-الإدخال الخلوي.
باختصار، تتمثل الوظيفة الأساسية لهابتوكرين في حماية فيتامين بي12 الحساس للأحماض أثناء تحركه عبر المعدة. يدور هابتوكورين أيضا ويربط ما يقرب من 80٪ من بي12 المنتشر، مما يجعله غير متاح للتسليم الخلوي عن طريق ترانسكوبالامين الثاني.